# Krośniewice
Krośniewice is een stad in het Poolse woiwodschap Łódź, gelegen in de powiat Kutnowski. De oppervlakte bedraagt 2,96 km², het inwonertal 4753 (2005).

## Verkeer en vervoer
- Station Krośniewice

## Bekende inwoners
In 1892 werd Władysław Anders, een beroemde Poolse generaal, opperbevelhebber van een van de twee Poolse legers tijdens de Tweede Wereldoorlog, geboren in de stad.